# Augusto Magne
Augusto Magne (* 3. März 1887 in Mende; † 21. Juli 1966 in Rio de Janeiro) war ein brasilianischer  Jesuit, Altphilologe, Romanist, Lusitanist und Mediävist französischer Herkunft.

## Leben und Werk
Magne wanderte 1904 nach Brasilien aus und trat in Campanha, Provinz Minas Gerais, in den Jesuitenorden ein. Ab 1907 studierte er in São Paulo. 1908 erhielt er die brasilianische Staatsangehörigkeit. Von 1908 bis 1916 studierte er in Rom und wurde an der Päpstlichen Universität Gregoriana in Philologie promoviert. 1920 hielt er sich in England auf, von 1921 bis 1924 in Wien, 1925 in Spanien. Zurück in Brasilien wurde er stellvertretender Direktor der Päpstlichen Katholischen Universität von Rio de Janeiro und Professor für altgriechische und romanische Philologie. Von 1956 bis zu seiner Emeritierung 1957 war er Professor an der Universidade Federal do Rio de Janeiro.
Magnes bedeutendster Beitrag zur romanischen Philologie ist die Herausgabe des von ihm in Wien entdeckten Manuskripts A demanda do santo graal, der portugiesischen Fassung des mittelalterlichen Romans La Queste del Saint Graal aus dem Vulgata-Zyklus.
Augusto Magne war Mitglied der Academia Brasileira de Filologia. Er erhielt 1951 den Prêmio Machado de Assis. Die Päpstliche Katholische Universität von Rio de Janeiro hat die Forschungseinrichtung Núcleo de Estudos Portugueses Padre Augusto Magne (NEPPAM) nach ihm benannt. In Rio de Janeiro trägt eine Schule seinen Namen.

## Veröffentlichungen
- Grammatica latina, Rio de Janeiro 1919, 1930
- A demanda do santo graal, 3 Bde., Rio de Janeiro 1944
  - A Demanda do santo Graal. Reprodução fac-similar e transcrição crítica do códice 2594 da Biblioteca Nacional de Viena, 2 Bde., Rio de Janeiro 1955–1970
- (Hrsg.) Boosco deleitoso. Edição do texto de 1515, com intro., anotações e glossário. I. Texto crítico, Rio de Janeiro 1950
- Dicionário da língua portuguesa especialmente dos períodos medieval e clássico, A–AL, 2 Bde., Rio de Janeiro 1950–1954
- Dicionário etimológico da Língua latina. Famílias de palavras e derivaçóes vernáculas. Bd. 1. (A-CR), Rio 1952–1961
- O Mais antigo documento da língua francesca. Os Juramentos de Estrasburgo, Rio de Janeiro 1955
- (Hrsg.) Ludolf von Sachsen/Ludolfo Cartusiano, O Livro de Vita Christi em lingoagem português. Volume I. Edicão fac-similar e crítica do incunábulo de 1495 cotejado com os apógrafos, Rio de Janeiro 1957